# ألان ميلور
ألان ميلور (4 يوليو 1959 - )  (بالإنجليزية: Alan Mellor)‏ هو لاعب كريكت بريطاني.